# Nicolai Țopa
Nicolai Țopa  (n. 8 februarie 1929, Lipnic – d. 11 septembrie 2017, București), a fost un om de știință român, membru titular al Academiei de Științe Tehnice din România, profesor la Universitatea Tehnică de Construcții din București, șeful catedrei de mecanică, statică și rezistența materialelor.

## Date biografice
Nicolai Țopa s-a născut în 8 februarie 1929 în satul Lipnic din județul Soroca, Basarabia (azi raionul Ocnița, Republica Moldova). Tatăl său era mecanic de locomotivă.
A absolvit școala primară în satul natal Lipnic, urmând apoi Gimnaziul CFR din aceeași localitate. În condițiile dificile ale anilor 1940 din România, Nicolai Țopa și-a continuat studiile medii la diferite licee din țară: Liceul Alexandru Lahovari din Râmnicu Vâlcea, Liceul Bogdan Petriceicu Hașdeu din Buzău și Colegiul Național Sfântu Sava din București. În 1949 s-a prezentat la examenul de admitere de la Facultatea de Poduri și Construcții Masive a Institutului de Constructii, Bucuresti, clasându-se pe primul loc  
După absolvirea facultății a fost repartizat să lucreze în cercetare, ca funcție de bază, precum și în învățământ cu jumătate de normă, întâi ca asistent, apoi ca șef de lucrări la Institutul de Constructii, Bucuresti.
În 1965 își susține teza de doctorat la Institutul de Constructii, Bucuresti.
În anii 1971-1979 lucrează ca profesor universitar la Facultatea de Îmbunătățiri Funciare a Institutului Agronomic ”Nicolae Bălcescu
In anul 1999 a fost ales membru titular al Academiei de Științe Tehnice din România, iar in ziua de 10 aprilie 2008 i s-a decernat titlul academic de Doctor honoris causa al Universitatii Tehnice de Constructii din Bucuresti.
Nicolai Țopa a murit în mod neașteptat la 11 septembrie 2017 în București.

## Publicații

### Tratate și monografii
- P.Mazilu, N.Topa, - Manual pentru calculul constructiilor, Sectiunea VIII - Editura Tehnică București, 1977
- P.Mazilu, N.Topa, M.Ieremia - Teoria și calculul plăcilor ortotrope. - Editura Tehnică București, 1983. (Premiul Aurel Vlaicu al Academiei.)
- P.Mazilu, N.Topa, M.Ieremia, - Aplicarea teoriei elasticității și a plăcilor în calculul construcțiilor. - Editura Tehnică București, 1986.
- N.Topa, D.Crețu, T.Labiș-Crețu - Metoda fâșiilor finite. Contribuții românești. - Editura Conspress Bucuresti, 2004.

### Lucrări publicate ca autor unic sau principal
- Le calcul des structures disymetriques a l’action seismique (în colaborare), în volumul de lucrări ale conferinței internaționale privind calculul seismic al structurilor, Iași, sept.1970
- Underground structures subjected to earthquake disturbances. - Conferința europeană de inginerie seismică, Atena, 1982, vol. VI, secțiunea XI pag. 321.
- An Assessment Seismic action/ Response of Precast Segmented Tunnels, - în volumul primei conferințe naționale de construcții subterane cu participare internațională, 7-8 octombrie 1993, Iași, România
- An Assessment of the Finite Strip Method on Bridge Deck Structural Analysis, - în volumul Bridges over the Danube. The second International Conference, București, 11-15 sept. 1995.
- Particularități privind stabilitatea laterală a arcelor de rigidizare la tablierele de poduri de tip “Langer”. - Buletin știintific al U.T.C.B., anul XXXVIII, nr.2/1995.
- Exprimarea suprafețelor de influență prin deformate ale structurii. - Buletin științific al U.T.C.B., anul XXXIX, nr.3/1996 (în colaborare).
- Cu privire la extinderea metodei “fâșiilor finite”. - Buletin științific al U.T.C.B. nr./1999 (în colaborare).
- Analiza unui caz de continuitate imperfectă la tablierele de poduri pe grinzi. - Buletin științific al U.T.C.B., nr.2/1999
- Calculul diafragmelor cu încastrări elastice având un singur șir de goluri. Construcții și materiale de construcții, nr.2, 1970.
- Le concept de noeud elastique dans le calcul des portiques - Méecanique Appliquée. Tome 18 no.4/1973 (în colaborare).
- O formulare statică directă în metoda elementelor de contur”. Buletin științific I.C.B., anul XXX, nr.1/1987.
- Fisurarea elementelor de beton armat întinse cu deformații impuse” (5 pag.). Buletin știintific, IANB, seria E XVII – 1974.
- Tunnels construits par la methode du bouclier. Etude du comportement du revetement par mesures in situet recherches experimentales”. In volumul “World Wide Innovations in Tunneling”, Congresul mondial de tunele Stuttgart mai 1995. (în colaborare)
- Conceptul de “microfâșie finită” în cadrul tablierelor de poduri pe grinzi (comportament de șaibă)”. Buletin Științific U.T.C.B. nr. 3/2001.
- Extinderea conceptului de “macrofâșie finită” la comportament de placă în calculul tablierelor de poduri pe grinzi. - Gazeta A.I.C.R. 2002 (în colaborare).
- Studiu asupra stabilității barelor pe mediu elastic. - Gazeta AICR 43-44/2000.
- Probleme speciale de conlucrare la tablierele de poduri cu rezemare elastică. 0  Buletin Științific U.T.C.B.
- Comportarea barelor de beton armat solicitate axial sub influența curgerii lente. -  Buletin Științific U.T.C.B. nr. 4/2002

### Cursuri și alte lucrări cu caracter didactic
- Rezistența Materialelor si Statica Construcțiilor – Institutul Agronomic "Nicolae Bălcescu” – 1972-1975
- Beton armat (pentru subingineri) - Institutul Agronomic "Nicolae Bălcescu” - 1975
- Teoria Elasticității. Breviar teoretic si indrumar pentru rezolvare volumul I, II, III - Institutul de Construcții, București - 1982-1984
- Metode numerice in calculul construcțiilor - Institutul de Construcții, București -. 1985
- Rezistența Materialelor – probleme speciale - Institutul de Construcții, București - 1987
- Rezistența Materialelor – curs - Institutul de Construcții, București - 1987
- Teoria Elasticității – curs - Institutul de Construcții, București - 1989
- Elemente de Teoria Plasticității - Institutul de Construcții, București - 1994